# بادية بنت غيلان
بادية بنت غيلان بن سلمة الثقفي صحابية روت عن الرسول محمد، وروت عنها عائشةبادية بنت غيلان التي قال هيت المخنث لعمر بن أم سلمة أم المؤمنين أو لأخيه سلمة إن فتح الله عليكم الطائف فسل رسول الله أن يهب لك باديه بنت غيلان فإنها كحلاء شموع نجلاء خمصانة هيفاء إن مشت تثنت وإن جلست تبنت وإن تكلمت تغنت تقبل بأربع وتدبر بثمان وبين فخذيها كالإناء المكفإ
.